# Urusayhua
Urusayhua es un cerro ubicado cerca del río Urubamba en la localidad de Echarati, en la provincia de La Convención, departamento del Cuzco, Perú. Tiene una altitud de 2893 m s. n. m.
Alrededor del cerro abunda madera y minerales.
Así como abundante flora y fauna.
Es considera un apu. Se encuentra en la ceja de selva.